# 天津市人民政府驻广州办事处
天津市人民政府驻广州办事处，是中华人民共和国天津市人民政府驻广州市的办事处，该办事处负责领导联络协调、招商引资、信息调研、对外宣传、接待服务以及服务驻广州市天津企业等相关事项。该办事处为正局级单位。

## 历史沿革
历史上，1982年11月至1994年10月期间，天津市人民政府建立了驻广州、驻深圳、驻珠海、驻海南、驻广西办事处。其中，驻广西办事处在1996年之前分别由天津市对外经济贸易委员会和天津市电子仪表局负责组建及管理。2001年，原天津市人民政府驻珠海市办事处和原天津市人民政府合并到天津市人民政府驻广州市办事处并对外保留原来的牌子，经过调整后保留了天津市人民政府驻广州市、深圳市、海南省、广西壮族自治区办事处。2003年，天津市人民政府驻深圳市、海南市、广西壮族自治区办事处被裁撤。并保留天津市人民政府驻广州市办事处。

## 联系区域
目前，天津市人民政府驻广州办事处负责联系广东省、广西壮族自治区和海南省。

## 相关机构
- 天津市商务委员会驻广州办事处